# Adam Hamel
Adam Hamel (* in Bahn bei Greifenhagen, Pommern; † 19. August 1620 in Kolberg/Pommern) war ein lutherischer Theologe und Superintendent des Stifts Kolberg-Cammin (Bistum Cammin) in Pommern.

## Leben und Wirken
Adam Hamel wurde als Sohn des Pastors Lorenz Hamel in Bahn bei Greifenhagen in Pommern geboren. Er studierte Pädagogik in Stargard, Stettin und Greifswald. Im Jahre 1584 erhielt er in Straßburg die Magisterwürde.
Noch im gleichen Jahr wurde Adam Hamel zum Professor poeseos (Grammatik) an der Universität Greifswald ernannt und übernahm dort auch noch im Jahre 1586 das Amt eines Predigers am Dom St. Nikolai.
Im Jahre 1594 erfolgte seine Berufung zum bischöflichen Hofprediger und Präpositus in Köslin. Dieses Amt übte er bis 1610 aus, auch als er im Jahre 1605 zum Superintendenten (die Bezeichnung „Generalsuperintendent“ kam erst später auf) des Stifts Kolberg-Cammin (Bistum Cammin) in der Nachfolge von Petrus Edeling bestellt wurde. Bis zu seinem Tode hatte Hamel die Superintendenturstelle inne. Sein Nachfolger wurde Immanuel König.
Kaiser Rudolf II. erhob Hamel mit seinen Geschwistern und Nachkommen in den Adelsstand.
Adam Hamel war in erster Ehe mit Gertrud Runge, Professoren- und Pfarrerstochter aus Greifswald, und in zweiter Ehe mit Margarethe Marci, Tochter des Greifswalder Pfarrers Joachim Marci, verheiratet.